# Vincent de Paul Ahanda
Vinzent de Paul Ahanda (* 24. Juni 1918 in Ntouessong; † 12. September 1975) war vom 19. Juni bis zum 20. November 1965 Premierminister von Kamerun.

## Leben
Vincent De Paul Ahanda wurde am 24. Juni 1918 in Ntouessong in der Gemeinde Bikok, Département Méfou-et-Akono geboren. Seine Eltern waren Nlo Komdo und Edzimbi.
Er begann seine Schulzeit in der katholischen Mission von Mvolyé, wo er 1929 sein CEPE (Certificat d’Etudes Primaires et Élémentaires) erhielt. Er setzte seine Studien am Kleinen Seminar von Akono fort, verließ diese Einrichtung jedoch 1934 und ging in das Große Seminar Saint Laurent von Mvolyé.